# Stephen Jackson
Stephen Jesse Jackson (Port Arthur, 5 aprile 1978) è un ex cestista statunitense, professionista nella NBA.

## Carriera
Inizia la propria carriera da cestista in Continental Basketball Association (CBA), ai La Crosse Bobcats, dal 1997 al 1998, e ai Fort Wayne Fury dal 1999 al 2000.
Inizia la sua carriera NBA firmando con i New Jersey Nets nel 2000, in cui giocherà per un solo anno; giocando 77 partite, di cui 40 da titolare con una media di 8,2 punti, 2,7 rimbalzi e 1,8 assist per partita.
A fine stagione passa alla Western Conference, ai San Antonio Spurs di Tim Duncan. Il primo anno va male, poiché gioca poco a causa di infortuni e di scelte tecniche, totalizzando 23 presenze e solo una da titolare. La seconda stagione va decisamente meglio giocando 80 partite, di cui 58 da titolare, mettendo a referto 11,8 punti, 3,6 rimbalzi e 2,6 assist per partita.
Poi passa agli Atlanta Hawks, in cui gioca 80 partite, 78 da titolare, 36,6 minuti per partita, mettendo a referto 18,1 punti, 4,6 rimbalzi e 3,1 assist per partita.

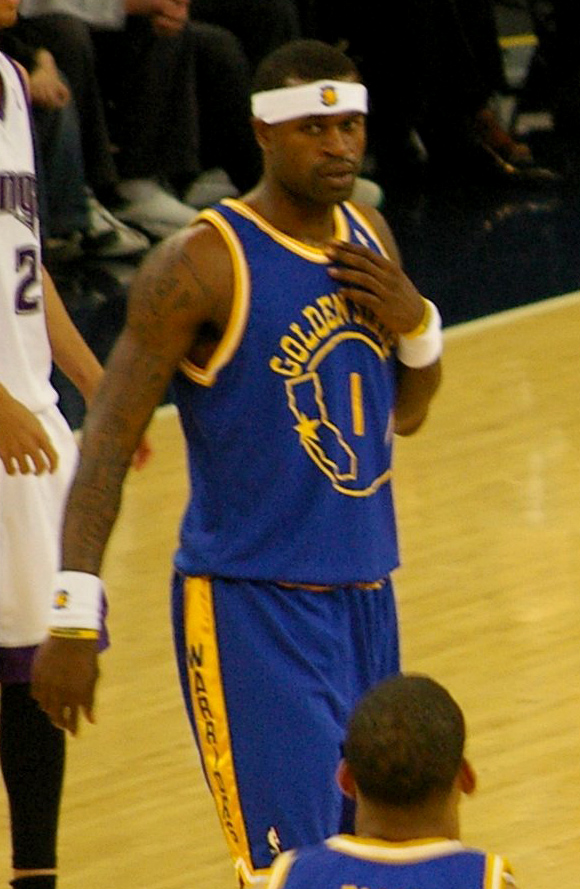
Jackson con la maglia dei Golden State Warriors

La stagione successiva si trasferisce agli Indiana Pacers, in cui gioca per 3 stagioni e mezzo. Il primo anno a causa di una squalifica di 30 gare (rimediata a seguito di una famigerata rissa, meglio nota come Malice at the Palace, in cui è rimasto coinvolto sul finale di una partita giocata a Detroit contro i Detroit Pistons) gioca solo 51 partite; ma il secondo anno gioca tutte e 81 partite da titolare con una media di 16,4 punti per partite. A metà della terza stagione si trasferisce agli Golden State Warriors.
La prima mezza stagione ai Warriors gioca 38 partite, con una media di 16,4 punti per gara. Gioca la seconda stagione da titolare, come anche la terza, che però non gioca più di 60 partite a causa di un infortunio, ma pur sempre da titolare.
Dopo appena 9 partite giocate della 4ª stagione si trasferisce agli Charlotte Bobcats.
La prima stagione a Charlotte gioca 72 partite da titolare, con il suo massimo in carriera di media punti con 21,1 per gara.
Con Charlotte realizza il suo massimo in carriera di punti, ben 43 contro gli Houston Rockets il 12 gennaio 2010. Nel suo secondo anno gioca 67 partite con una media di 18,5 punti per partita.
Si trasferisce nel settembre 2011 ai Milwaukee Bucks, dove gioca però solo metà stagione, dopo 26 partite giocate e 10,5 punti di media.
Il 14 marzo 2012 ritorna ai Golden State Warriors insieme al centro australiano Andrew Bogut; in cambio ai Milwaukee Bucks approdano la guardia tiratrice Monta Ellis, il giovane Ekpe Udoh e il centro Kwame Brown.
Il giorno successivo ritorna ai San Antonio Spurs in uno scambio per Richard Jefferson; il 12 aprile 2013 viene però tagliato.
Il 9 dicembre 2013 viene messo sotto contratto dai Los Angeles Clippers, bisognosi di una guardia/ala a causa dei numerosi infortuni (J.J. Redick, Matt Barnes e Reggie Bullock). Il 7 gennaio 2014 viene tagliato, dopo sole 9 partite giocate.

## Statistiche
| † | Denota le stagioni in cui ha vinto il titolo |

### NBA

#### Regular season
| Anno       | Squadra           | PG  | PT  | MP   | TC%  | 3P%  | TL%  | RP  | AP  | PRP | SP  | PP   |
| ---------- | ----------------- | --- | --- | ---- | ---- | ---- | ---- | --- | --- | --- | --- | ---- |
| 2000-2001  | N.J. Nets         | 77  | 40  | 21,6 | 42,5 | 33,5 | 71,9 | 2,7 | 1,8 | 1,1 | 0,2 | 8,2  |
| 2001-2002  | San Antonio Spurs | 23  | 1   | 9,9  | 37,4 | 25,0 | 70,6 | 1,1 | 0,5 | 0,7 | 0,1 | 3,9  |
| 2002-2003† | San Antonio Spurs | 80  | 58  | 28,2 | 43,5 | 32,0 | 76,0 | 3,6 | 2,3 | 1,6 | 0,4 | 11,8 |
| 2003-2004  | Atlanta Hawks     | 80  | 78  | 36,8 | 42,5 | 34,0 | 78,5 | 4,6 | 3,1 | 1,8 | 0,3 | 18,1 |
| 2004-2005  | Indiana Pacers    | 51  | 49  | 35,4 | 40,3 | 36,0 | 83,0 | 4,9 | 2,3 | 1,3 | 0,3 | 18,7 |
| 2005-2006  | Indiana Pacers    | 81  | 81  | 35,9 | 41,1 | 34,5 | 78,6 | 3,9 | 2,8 | 1,3 | 0,5 | 16,4 |
| 2006-2007  | Indiana Pacers    | 37  | 32  | 32,1 | 41,9 | 29,7 | 82,2 | 2,6 | 3,1 | 0,9 | 0,5 | 14,1 |
| 2006-2007  | G.S. Warriors     | 38  | 37  | 34,0 | 44,6 | 34,1 | 80,4 | 3,3 | 4,6 | 1,3 | 0,4 | 16,8 |
| 2007-2008  | G.S. Warriors     | 73  | 73  | 39,1 | 40,5 | 36,3 | 83,2 | 4,4 | 4,1 | 1,3 | 0,4 | 20,1 |
| 2008-2009  | G.S. Warriors     | 59  | 59  | 39,6 | 41,4 | 33,8 | 82,6 | 5,1 | 6,5 | 1,5 | 0,5 | 20,7 |
| 2009-2010  | G.S. Warriors     | 9   | 9   | 33,3 | 42,1 | 27,5 | 70,3 | 3,9 | 4,7 | 1,6 | 0,7 | 16,6 |
| 2009-2010  | Charlotte Bobcats | 72  | 72  | 39,3 | 42,3 | 33,4 | 78,6 | 5,1 | 3,6 | 1,6 | 0,5 | 21,1 |
| 2010-2011  | Charlotte Bobcats | 67  | 67  | 35,9 | 41,1 | 33,7 | 81,6 | 4,5 | 3,6 | 1,2 | 0,4 | 18,5 |
| 2011-2012  | Milwaukee Bucks   | 26  | 13  | 27,4 | 35,7 | 27,8 | 83,3 | 3,2 | 3,0 | 1,0 | 0,2 | 10,5 |
| 2011-2012  | San Antonio Spurs | 21  | 1   | 23,8 | 40,5 | 30,6 | 81,5 | 3,9 | 2,0 | 1,3 | 0,3 | 8,9  |
| 2012-2013  | San Antonio Spurs | 55  | 6   | 19,5 | 37,3 | 27,1 | 70,0 | 2,8 | 1,5 | 0,7 | 0,3 | 6,2  |
| 2013-2014  | L.A. Clippers     | 9   | 0   | 11,9 | 23,1 | 7,1  | 50,0 | 1,1 | 0,6 | 0,7 | 0,1 | 1,7  |
| Carriera   | Carriera          | 858 | 676 | 31,9 | 41,4 | 33,3 | 79,8 | 3,9 | 3,1 | 1,3 | 0,4 | 15,1 |

#### Play-off
| Anno     | Squadra           | PG | PT | MP   | TC%  | 3P%  | TL%  | RP  | AP  | PRP | SP  | PP   |
| -------- | ----------------- | -- | -- | ---- | ---- | ---- | ---- | --- | --- | --- | --- | ---- |
| 2003†    | San Antonio Spurs | 24 | 24 | 33,8 | 41,4 | 33,6 | 80,3 | 4,1 | 2,7 | 1,4 | 0,4 | 12,8 |
| 2005     | Indiana Pacers    | 13 | 13 | 36,3 | 39,3 | 31,7 | 81,7 | 3,8 | 2,2 | 1,9 | 0,5 | 16,1 |
| 2006     | Indiana Pacers    | 6  | 6  | 37,8 | 36,6 | 23,1 | 77,8 | 4,5 | 3,3 | 0,7 | 0,2 | 13,3 |
| 2007     | G.S. Warriors     | 11 | 11 | 41,3 | 37,9 | 36,1 | 81,6 | 3,6 | 3,6 | 2,0 | 0,7 | 19,9 |
| 2010     | Charlotte Bobcats | 4  | 4  | 39,0 | 35,8 | 16,7 | 80,8 | 5,0 | 3,8 | 1,3 | 0,3 | 18,0 |
| 2012     | San Antonio Spurs | 14 | 0  | 21,4 | 53,5 | 60,5 | 93,3 | 2,0 | 1,7 | 0,6 | 0,2 | 8,3  |
| Carriera | Carriera          | 72 | 58 | 33,6 | 40,4 | 35,5 | 81,6 | 3,7 | 2,7 | 1,4 | 0,4 | 13,9 |

## Record individuali
- 43 punti, contro gli Houston Rockets il 12 gennaio 2010
- 15 assist, contro i Minnesota Timberwolves il 9 novembre 2009
- 12 rimbalzi, contro i Memphis Grizzlies il 17 dicembre 2007
- 6 palle rubate, contro i Philadelphia 76ers il 6 aprile 2004
- 4 stoppate, contro i Washington Wizards il 25 novembre 2008

## Palmarès
- Campionato NBA: 1

San Antonio Spurs: 2003
- McDonald's All-American Game (1996)